# Nati il 25 ottobre
| Questa pagina contiene informazioni ricavate automaticamente dalle voci biografiche con l'ausilio del template Bio e di un bot. L'aggiornamento è periodico e automatico e ricostruisce completamente la pagina. Se manca una persona in questa lista, sei pregato di non aggiungerla, ma accertati piuttosto che la sua voce biografica contenga il template Bio e che i dati anagrafici siano correttamente compilati. Se il template Bio manca, inseriscilo tu stesso o, in alternativa, metti l'avviso {{tmp\|Bio}} che ne segnala la mancanza. Se i dati riportati sono sbagliati, correggi direttamente la voce biografica; le modifiche saranno visibili in questa lista entro pochi giorni. Per chiarimenti vedi il progetto biografie. La lista contiene solo le 1.077 persone che sono citate nell'enciclopedia e per le quali è stato implementato correttamente il template Bio. Pagina aggiornata al 17 ago 2025. |

## IX secolo(1)
- 840 - Ya'qub ibn al-Layth al-Saffar, persiano († 879)

## XII secolo(2)
- 1102 - Guglielmo Cliton, nobile normanno († 1128)
- 1180 - Gilberto di Clare, V conte di Gloucester, conte inglese († 1230)

## XIV secolo(1)
- 1330 - Luigi II di Fiandra, conte († 1384)

## XVI secolo(7)
- 1504 - Jacopo Marmitta, poeta e religioso italiano († 1561)
- 1510 - Renata di Francia, principessa francese († 1575)
- 1521 - Johannes Wolf, teologo, biblista e pastore protestante svizzero († 1572)
- 1550 - Carlo Bascapè, vescovo cattolico italiano († 1615)
- 1558 - Ottavio Bandini, cardinale e arcivescovo cattolico italiano († 1629)
- 1558 - Eva Cristina di Württemberg-Mömpelgard, nobile tedesca († 1575)
- 1574 - François d'Escoubleau de Sourdis, cardinale e arcivescovo cattolico francese († 1628)

## XVII secolo(10)
- 1612 - James Graham, I marchese di Montrose, nobile e ufficiale scozzese († 1650)
- 1614 - Vicente Mut, astronomo, storico e militare spagnolo († 1687)
- 1632 - Louise Boyer, nobildonna francese († 1697)
- 1632 - Charles Dormer, II conte di Carnarvon, nobile britannico († 1709)
- 1667 - Luigi Federico I di Schwarzburg-Rudolstadt, principe († 1718)
- 1683 - Charles FitzRoy, II duca di Grafton, nobile e politico inglese († 1757)
- 1685 - Zaccaria Canal, politico e diplomatico italiano († 1746)
- 1692 - Elisabetta Farnese, nobildonna italiana († 1766)
- 1693 - Antoine Ferrein, medico e anatomista francese († 1769)
- 1697 - Bartolomeo Ruspoli, cardinale italiano († 1741)

## XVIII secolo(42)
- 1701 - Mario Guarnacci, letterato, archeologo e numismatico italiano († 1785)
- 1713 - Marie-Jeanne Riccoboni, scrittrice e attrice teatrale francese († 1792)
- 1714 - James Burnett, Lord Monboddo, magistrato, linguista e filosofo scozzese († 1799)
- 1721 - Pierre Talon, violoncellista e compositore francese († 1785)
- 1735 - James Beattie, poeta e filosofo scozzese († 1803)
- 1742 - Giovanni Bernardo De Rossi, presbitero, orientalista e bibliografo italiano († 1831)
- 1742 - Chiara Isabella Gherzi, monaca cristiana, badessa e mistica italiana († 1800)
- 1743 - Federico Carlo Augusto di Waldeck e Pyrmont, sovrano tedesco († 1812)
- 1749 - Marie Le Masson Le Golft, scrittrice e naturalista francese († 1826)
- 1749 - Erik Magnus Staël von Holstein, nobile e diplomatico svedese († 1802)
- 1753 - Ottavio Assarotti, religioso e teologo italiano († 1829)
- 1754 - Richard Howell, politico statunitense († 1802)
- 1755 - Ramón José de Arce, patriarca cattolico spagnolo († 1844)
- 1755 - François Joseph Lefebvre, generale francese († 1820)
- 1757 - Heinrich Friedrich Karl von Stein, politico prussiano († 1831)
- 1759 - William Wyndham Grenville, I barone Grenville, politico britannico († 1834)
- 1759 - Sofia Dorotea di Württemberg, imperatrice († 1828)
- 1760 - Arnold Hermann Ludwig Heeren, storico e filologo tedesco († 1842)
- 1762 - Raimondo Congiu, poeta italiano († 1813)
- 1762 - Heinrich Adolf von Gablenz, generale tedesco († 1843)
- 1767 - Benjamin Constant, scrittore e politico francese († 1830)
- 1767 - Carlotta di Rohan-Rochefort, francese († 1841)
- 1768 - Federico Guglielmo di Nassau-Weilburg, nobile († 1816)
- 1769 - Robert Hibbert, imprenditore e filantropo giamaicano († 1849)
- 1772 - Victoire de Donnissan de La Rochejaquelein, nobile e scrittrice francese († 1857)
- 1772 - Géraud Duroc, militare francese († 1813)
- 1779 - Johann Christian Friedrich Steudel, teologo tedesco († 1857)
- 1779 - Pedro Velarde y Santillán, militare spagnolo († 1808)
- 1780 - Philip Hone, politico statunitense († 1851)
- 1781 - Friedrich von Berchtold, botanico ceco († 1876)
- 1782 - Levi Lincoln junior, politico statunitense († 1868)
- 1785 - Enrico Acerbi, letterato italiano († 1827)
- 1789 - Carlos María de Alvear, militare e politico argentino († 1852)
- 1789 - Heinrich Schwabe, astronomo tedesco († 1875)
- 1790 - Robert Stirling, inventore e pastore protestante scozzese († 1878)
- 1791 - Paolo Avitabile, militare italiano († 1850)
- 1791 - Johann Jacob Friedrich Wilhelm Parrot, fisico, naturalista e alpinista tedesco († 1841)
- 1792 - Jeanne Jugan, religiosa francese († 1879)
- 1795 - John Pendleton Kennedy, politico e scrittore statunitense († 1870)
- 1800 - Thomas Babington Macaulay, storico e politico britannico († 1859)
- 1800 - Jacques Paul Migne, bibliografo, presbitero e editore francese († 1875)
- 1800 - Jules Mohl, orientalista e iranista tedesco († 1876)

## XIX secolo(186)
- 1802 - Joseph-Louis Duc, architetto francese († 1879)
- 1802 - Richard Parkes Bonington, pittore inglese († 1828)
- 1805 - Charles Christofle, orafo e imprenditore francese († 1863)
- 1805 - Andrew H. Mickle, politico statunitense († 1863)
- 1806 - Max Stirner, filosofo tedesco († 1856)
- 1807 - Robert Van Arsdale, astronomo statunitense († 1873)
- 1808 - Gaetano Osculati, esploratore e naturalista italiano († 1894)
- 1810 - Carl Kaim von Kaimthal, generale austriaco († 1880)
- 1811 - Évariste Galois, matematico francese († 1832)
- 1811 - Carl Morgenstern, pittore tedesco († 1893)
- 1813 - Ulisse Bandera, politico italiano († 1887)
- 1814 - Luigi d'Orléans, generale francese († 1896)
- 1815 - Camillo Sivori, violinista e compositore italiano († 1894)
- 1816 - Johann Georg Fischer, poeta e drammaturgo tedesco († 1897)
- 1818 - José María Díaz Sanjurjo, vescovo cattolico e santo spagnolo († 1857)
- 1818 - Pavel Ivanovič Mel'nikov, scrittore russo († 1883)
- 1819 - Christian August Friedrich Garcke, botanico tedesco († 1904)
- 1820 - Lorenz Frølich, pittore, illustratore e fotografo danese († 1908)
- 1821 - Antonio Ciseri, pittore svizzero († 1891)
- 1821 - Peter Denny, armatore scozzese († 1895)
- 1824 - Luigi Bettinelli, pittore e incisore italiano († 1892)
- 1824 - Joseph Archer Crowe, diplomatico e critico d'arte britannico († 1896)
- 1825 - Fabio Nannarelli, poeta, patriota e traduttore italiano († 1894)
- 1825 - Johann Friedrich Julius Schmidt, astronomo e geofisico tedesco († 1884)
- 1825 - Johann Strauss, compositore e direttore d'orchestra austriaco († 1899)
- 1827 - Giosafatte Baroni, patriota e politico italiano († 1899)
- 1827 - Marcellin Berthelot, chimico, storico e politico francese († 1907)
- 1827 - Marie Magdalene Bull, attrice e fotografa norvegese († 1907)
- 1828 - William Martin, velista francese († 1905)
- 1829 - Lucio Fiorentini, giornalista, prefetto e politico italiano († 1902)
- 1829 - Carlo Ludovico II di Hohenlohe-Langenburg, principe († 1907)
- 1832 - Michail Nikolaevič Romanov, nobile russo († 1909)
- 1836 - Amé Gorret, presbitero e alpinista italiano († 1907)
- 1838 - Georges Bizet, compositore e pianista francese († 1875)
- 1838 - James Maybrick, imprenditore britannico († 1889)
- 1839 - Robert Henry Thurston, ingegnere statunitense († 1903)
- 1841 - Francesco Mazza, politico e generale italiano († 1924)
- 1841 - Paku Alam IV, sovrano indonesiano († 1878)
- 1843 - Frank Crisp, avvocato britannico († 1919)
- 1843 - Antonino De Leo, patriota italiano († 1908)
- 1843 - Pierre Lallement, inventore e ingegnere francese († 1891)
- 1843 - Paul Porel, attore e direttore teatrale francese († 1917)
- 1843 - Gleb Ivanovič Uspenskij, scrittore russo († 1902)
- 1844 - Joseph Marmette, storico e romanziere canadese († 1895)
- 1844 - Philip Wicksteed, economista, storico e critico letterario inglese († 1927)
- 1845 - Benedetto Scillamà, politico e magistrato italiano († 1918)
- 1846 - Adolfo Giaquinto, poeta, cuoco e giornalista italiano († 1937)
- 1846 - Sergej Filippovič Kovalik, rivoluzionario russo († 1926)
- 1847 - Archibald Clavering Gunter, scrittore inglese († 1907)
- 1847 - Luigi Pagliani, igienista italiano († 1932)
- 1848 - Carlo Emery, entomologo italiano († 1925)
- 1848 - Karl Emil Franzos, scrittore e giornalista austriaco († 1904)
- 1850 - Antonio Civelli, imprenditore e politico italiano († 1930)
- 1852 - Rinaldo Franci, compositore e violinista italiano († 1907)
- 1852 - Dmitrij Mamin-Sibirjak, scrittore russo († 1912)
- 1853 - Sydney Buxton, politico britannico († 1934)
- 1853 - Karl August Otto Hoffmann, botanico e insegnante tedesco († 1909)
- 1855 - Grace Cadell, medico scozzese († 1918)
- 1856 - Tobia Bertini, cantante italiano († 1936)
- 1856 - Carlo Busiri Vici, architetto italiano († 1925)
- 1856 - Pierre Deschamps, diplomatico e golfista francese († 1923)
- 1856 - Dragutin Gorjanović-Kramberger, archeologo, geologo e paleontologo croato († 1936)
- 1856 - Paul d'Ivoi, scrittore e romanziere francese († 1915)
- 1857 - Carlo Monticelli, anarchico, poeta e editore italiano († 1913)
- 1857 - José Olaguer-Feliú, generale spagnolo († 1929)
- 1858 - Take Ionescu, politico e giornalista rumeno († 1922)
- 1858 - Roberto Zileri Dal Verme, politico italiano († 1937)
- 1860 - William Francis, politico statunitense († 1954)
- 1862 - Giuseppe Bastianelli, medico italiano († 1959)
- 1862 - Luigi Tiscornia, militare e politico italiano († 1950)
- 1864 - Aleksandr Tichonovič Grečaninov, compositore russo († 1956)
- 1864 - Toktogul Satılgan, poeta e cantante kirghizo († 1933)
- 1865 - Walter Leistikow, pittore tedesco († 1908)
- 1866 - Thomas Armat, inventore statunitense († 1948)
- 1866 - Norbert Klein, religioso, teologo e vescovo cattolico austriaco († 1933)
- 1866 - Gilbert Patten, scrittore statunitense († 1945)
- 1866 - Carlo Pellegrini, pittore e illustratore italiano († 1937)
- 1866 - Georg Schumann, compositore tedesco († 1952)
- 1869 - Felice Anzi, giornalista italiano († 1958)
- 1869 - Ferdinando Giuseppe Giuli Rosselmini Gualandi, politico italiano († 1957)
- 1870 - Ernesto Lugaro, psichiatra italiano († 1940)
- 1870 - Charles Sarolea, filologo e pubblicista belga († 1953)
- 1871 - Richard Heintz, pittore e incisore belga († 1929)
- 1872 - Alexander Hardcastle, mecenate e archeologo britannico († 1933)
- 1872 - Franc-Nohain, librettista e poeta francese († 1934)
- 1873 - Dante De Blasi, immunologo, batteriologo e igienista italiano († 1956)
- 1873 - Jules Pierre van Biesbroeck, pittore e scultore belga († 1965)
- 1873 - John Willys, imprenditore statunitense († 1935)
- 1874 - Berta d'Assia-Philippsthal-Barchfeld, principessa tedesca († 1919)
- 1874 - Emma Gramatica, attrice italiana († 1965)
- 1874 - Huang Xing, generale cinese († 1916)
- 1874 - Victor Sonnemans, pallanuotista belga († 1962)
- 1874 - Geoffrey Winthrop Young, alpinista, poeta e scrittore inglese († 1958)
- 1875 - Arthur Birkett, crickettista britannico († 1941)
- 1875 - Guglielmo Felice Damiani, poeta e critico letterario italiano († 1904)
- 1875 - Teresa Marangoni, attrice italiana († 1961)
- 1876 - Shivakiar Ibrahim, principessa egiziana († 1947)
- 1876 - Alberto Nepoti, attore e regista italiano († 1937)
- 1877 - Adolf Möller, canottiere tedesco († 1968)
- 1877 - Henry Norris Russell, astronomo statunitense († 1957)
- 1878 - Giovanni Battista Traverso, botanico e micologo italiano († 1955)
- 1879 - Paolo Arcari, letterato italiano († 1955)
- 1879 - Fritz Haarmann, serial killer tedesco († 1925)
- 1881 - Percy Hagerman, lunghista e triplista canadese († 1960)
- 1881 - Pablo Picasso, pittore e scultore spagnolo († 1973)
- 1882 - Florence Easton, soprano britannico († 1955)
- 1882 - André-Damien-Ferdinand Jullien, cardinale e arcivescovo cattolico francese († 1964)
- 1882 - Hans Müller-Einigen, scrittore, commediografo e librettista austriaco († 1950)
- 1883 - Nikolaj Nikolaevič Krestinskij, politico sovietico († 1938)
- 1884 - Maria Czaplicka, antropologa polacca († 1921)
- 1884 - Motonori Matuyama, geofisico giapponese († 1958)
- 1885 - Aristarco Fasulo, pastore protestante e saggista italiano († 1935)
- 1885 - Xavier Lesage, cavaliere francese († 1968)
- 1885 - Sam M. Lewis, paroliere, compositore e cantante statunitense († 1959)
- 1885 - Chris Porter, calciatore inglese († 1915)
- 1886 - Leo G. Carroll, attore inglese († 1972)
- 1886 - Lester Randolph Ford Sr., matematico statunitense († 1967)
- 1886 - J. Frank Glendon, attore statunitense († 1937)
- 1886 - Gaetano Rubinelli, ingegnere italiano († 1971)
- 1887 - Radasłaŭ Astroŭski, politico bielorusso († 1976)
- 1887 - Léon Darrien, ginnasta belga († 1973)
- 1887 - Emma Gatewood, viaggiatrice e esploratrice statunitense († 1973)
- 1887 - Edward Laemmle, regista e produttore cinematografico statunitense († 1937)
- 1887 - Alexander McCulloch, canottiere britannico († 1951)
- 1887 - Renato Pascucci, prefetto italiano († 1976)
- 1887 - Hans von Tschammer und Osten, politico tedesco († 1943)
- 1888 - Giuseppe Brambilla, ciclista su strada italiano († 1918)
- 1888 - Richard Evelyn Byrd, ammiraglio e esploratore statunitense († 1957)
- 1888 - Juanita Caracciolo, soprano italiana († 1924)
- 1888 - Elizabeth C. Crosby, neuroscienziata statunitense († 1983)
- 1888 - Lester Cuneo, attore statunitense († 1925)
- 1888 - Nils von Dardel, pittore svedese († 1943)
- 1888 - Attilio Gallina, calciatore italiano († 1941)
- 1888 - Viljo Lietola, calciatore finlandese († 1955)
- 1888 - Jan Palouš, hockeista su ghiaccio ceco († 1971)
- 1888 - Léon Tom, schermidore e bobbista belga
- 1888 - Alfredo Violante, giornalista e antifascista italiano († 1945)
- 1889 - Ezio Corlaita, ciclista su strada italiano († 1967)
- 1889 - Abel Gance, regista, sceneggiatore e attore francese († 1981)
- 1889 - Sven Markelius, architetto svedese († 1972)
- 1889 - Aleksandr Orlov, attore sovietico († 1974)
- 1890 - Floyd Bennett, aviatore statunitense († 1928)
- 1890 - Max Braun, ingegnere, inventore e imprenditore tedesco († 1951)
- 1890 - Ernst Lothar, scrittore e regista teatrale austriaco († 1974)
- 1890 - Carlo Payer, calciatore italiano († 1978)
- 1891 - Pietro Accorsi, antiquario italiano († 1982)
- 1891 - Charles Coughlin, presbitero statunitense († 1979)
- 1891 - Karl Elmendorff, direttore d'orchestra tedesco († 1962)
- 1891 - Pietro Fasoli, ciclista su strada italiano († 1967)
- 1891 - Henning Holst, hockeista su prato danese († 1975)
- 1891 - Carlo Rampini, calciatore italiano († 1968)
- 1892 - Dolly Sisters, ballerina e cantante ungherese († 1970)
- 1892 - Irene McCoy Gaines, attivista statunitense († 1964)
- 1892 - Vittoria Gazzei Barbetti, scrittrice italiana († 1934)
- 1892 - Mura, scrittrice e giornalista italiana († 1940)
- 1892 - Nicholas Musuraca, direttore della fotografia italiano († 1975)
- 1892 - Nell Shipman, attrice, sceneggiatrice e regista canadese († 1970)
- 1892 - Antonino Varvaro, politico italiano († 1972)
- 1894 - Gastone Ciapini, attore italiano († 1976)
- 1894 - Vincenzo Ciardo, pittore italiano († 1970)
- 1894 - Guy Percy Lumsden Drake-Brockman, militare britannico († 1952)
- 1894 - Jukka Rangell, politico e economista finlandese († 1982)
- 1894 - Alfredo Sangiorgi, musicista e compositore italiano († 1962)
- 1894 - Claude Cahun, artista, fotografa e scrittrice francese († 1954)
- 1895 - Luciano De Nardis, poeta e letterato italiano († 1959)
- 1895 - Giuseppe Di Rorai, militare italiano († 1923)
- 1895 - Levi Eshkol, politico ucraino († 1969)
- 1895 - Francis Rennell Rodd, generale e esploratore britannico († 1978)
- 1895 - Arthur Schmidt, generale tedesco († 1987)
- 1895 - Giuseppe Sessa, cestista, rugbista a 15 e calciatore italiano († 1985)
- 1896 - Nils Backlund, pallanuotista svedese († 1964)
- 1896 - Naciye Sultan, principessa ottomana († 1957)
- 1897 - Lucy Fox, attrice statunitense († 1970)
- 1897 - Erwin Lahousen von Vivremont, generale austriaco († 1955)
- 1897 - Karl Olivecrona, giurista e filosofo svedese († 1980)
- 1897 - Luigi Pavese, attore e doppiatore italiano († 1969)
- 1897 - Ermacora Zuliani, militare italiano († 1958)
- 1898 - Karl Anton, regista, sceneggiatore e produttore cinematografico ceco († 1979)
- 1898 - Vincenzo Baldazzi, antifascista e politico italiano († 1982)
- 1898 - Giuseppe Ghedina, fondista italiano († 1986)
- 1898 - Michel Guérard des Lauriers, vescovo francese († 1988)
- 1898 - Gino Mazzarini, arbitro di calcio italiano
- 1899 - Attilio Marcora, calciatore italiano († 1979)
- 1899 - Armand Thirard, direttore della fotografia francese († 1973)
- 1900 - Funmilayo Ransome-Kuti, politica e attivista nigeriana († 1978)
- 1900 - William Stevenson, avvocato, ambasciatore e velocista statunitense († 1985)

## XX secolo(794)
- 1901 - Ettore Piazza, scrittore, poeta e drammaturgo italiano († 1962)
- 1901 - Mario Scazzola, calciatore italiano († 1983)
- 1902 - Henry Steele Commager, storico statunitense († 1998)
- 1902 - Carlo Gnocchi, presbitero, educatore e attivista italiano († 1956)
- 1902 - Eddie Lang, chitarrista statunitense († 1933)
- 1902 - Jimmy Lanza, mafioso italiano († 2006)
- 1903 - Katharine Byron, politica statunitense († 1976)
- 1903 - Julian Gascoigne, generale britannico († 1990)
- 1903 - Piet van der Horst, pistard olandese († 1983)
- 1903 - Domenico Savarese, vescovo cattolico italiano († 1955)
- 1903 - Josef Alfons Tscherrig, vescovo cattolico e missionario svizzero († 1982)
- 1903 - Chaim Michael Dov Weissmandl, rabbino ungherese († 1957)
- 1904 - Ferruccio De Lorenzo, politico e medico italiano († 2002)
- 1904 - Bill Tytla, animatore statunitense († 1968)
- 1905 - Gao Gang, politico e generale cinese († 1954)
- 1905 - Bob McPhail, calciatore scozzese († 2000)
- 1906 - Primo Carnera, pugile, lottatore e attore italiano († 1967)
- 1906 - Karl Humenberger, calciatore e allenatore di calcio austriaco († 1989)
- 1908 - Antonio Canepa, militare, politico e politologo italiano († 1945)
- 1908 - Adílio Da Ronch, brasiliano († 1924)
- 1908 - Carmen Dillon, scenografa britannica († 2000)
- 1908 - Gotthard Handrick, pentatleta e aviatore tedesco († 1978)
- 1908 - Polly Ann Young, attrice statunitense († 1997)
- 1909 - Whit Bissell, attore statunitense († 1996)
- 1909 - Dieter Borsche, attore tedesco († 1982)
- 1909 - Ken Domon, fotografo e fotoreporter giapponese († 1990)
- 1909 - Edward Flynn, pugile statunitense († 1976)
- 1909 - Konstantin Koutek, pallanuotista cecoslovacco († 1984)
- 1909 - Jean-Paul Le Chanois, regista e sceneggiatore francese († 1985)
- 1909 - Charles Stettler, cestista svizzero
- 1910 - William Higinbotham, fisico statunitense († 1994)
- 1910 - Ignacio F. Iquino, regista, sceneggiatore e produttore cinematografico spagnolo († 1994)
- 1910 - David Lichine, ballerino russo († 1972)
- 1910 - Johnny Mauro, pilota automobilistico statunitense († 2003)
- 1910 - Leonida Pallotta, calciatore italiano
- 1910 - Karl Steubl, militare austriaco († 1945)
- 1910 - Tyrus Wong, pittore, illustratore e ceramista cinese († 2016)
- 1911 - Soesoe van Oostrom Soede, pallanuotista olandese († 1939)
- 1912 - Emiliano Álvarez, ciclista su strada spagnolo († 1987)
- 1912 - Ignazio Balsamo, attore, doppiatore e produttore cinematografico italiano († 1994)
- 1912 - Abdelkader Ben Bouali, calciatore francese († 1997)
- 1912 - Alfred Klingler, pallamanista tedesco
- 1912 - Les McDowall, allenatore di calcio e calciatore scozzese († 1991)
- 1912 - Juan Otxoantezana, allenatore di calcio e calciatore spagnolo († 1998)
- 1912 - Luigi Raimondi, cardinale e arcivescovo cattolico italiano († 1975)
- 1912 - Glenn Roberts, cestista statunitense († 1980)
- 1912 - Federico Zardi, drammaturgo, sceneggiatore e giornalista italiano († 1971)
- 1913 - Klaus Barbie, militare e criminale di guerra tedesco († 1991)
- 1913 - Gaston Denys, ciclista su strada belga († 1968)
- 1913 - Giovanni Lerario, presbitero e pittore italiano († 1973)
- 1913 - Elio Monari, presbitero e partigiano italiano († 1944)
- 1914 - John Berryman, poeta statunitense († 1972)
- 1914 - Antonio Giacone, politico italiano († 1998)
- 1914 - Bruno Grilli, militare italiano († 1938)
- 1914 - Giuseppe Mario Militerni, politico italiano († 1967)
- 1914 - Maudie Prickett, attrice statunitense († 1976)
- 1914 - Ileana Sonnabend, gallerista e mercante d'arte rumena († 2007)
- 1915 - Fausto Beccalossi, militare italiano († 1938)
- 1915 - Dogen Handa, giocatore di go giapponese († 1974)
- 1915 - Giulio Seniga, politico e partigiano italiano († 1999)
- 1916 - Stan Cullis, allenatore di calcio e calciatore inglese († 2001)
- 1916 - Helge Larsson, canoista svedese († 1971)
- 1917 - Carl Forssell, schermidore svedese († 2005)
- 1917 - Lee MacPhail, dirigente sportivo statunitense († 2012)
- 1918 - David Ausubel, psicologo statunitense († 2008)
- 1918 - Chubby Jackson, contrabbassista statunitense († 2003)
- 1918 - Milton Selzer, attore statunitense († 2006)
- 1918 - Cesare Sermenghi, poeta, commediografo e saggista italiano († 1997)
- 1919 - Rico Alaniz, attore messicano († 2015)
- 1919 - Antonio Alsúa, calciatore e allenatore di calcio spagnolo († 1998)
- 1919 - Bruno Cadetto, politico e partigiano italiano († 2015)
- 1919 - George Cawkwell, storico neozelandese († 2019)
- 1919 - Li Wei, attore cinese († 2005)
- 1919 - Mario Magrini, calciatore italiano († 1978)
- 1919 - Quirino Rossi, attore teatrale svizzero († 1995)
- 1919 - Raoul Rémy, ciclista su strada francese († 2002)
- 1919 - Vladimir Savvin, pallavolista, allenatore di pallavolo e dirigente sportivo sovietico († 1975)
- 1919 - Beate Uhse, imprenditrice e aviatrice tedesca († 2001)
- 1920 - Guido Leoni, sceneggiatore, regista e direttore del doppiaggio italiano († 1998)
- 1920 - Aldo Loreti, politico italiano († 1992)
- 1920 - Frank Sheeran, sindacalista e mafioso statunitense († 2003)
- 1920 - Megan Taylor, pattinatrice artistica su ghiaccio britannica († 1993)
- 1920 - Geneviève de Gaulle-Anthonioz, partigiana francese († 2002)
- 1921 - Costantino Galbiati, allenatore di calcio e calciatore italiano
- 1921 - Attilio Manenti, politico italiano († 1972)
- 1921 - Michele I di Romania, re rumeno († 2017)
- 1921 - Yasuyoshi Tokuma, produttore cinematografico giapponese († 2000)
- 1922 - Melchiade Coletti, sceneggiatore e regista cinematografico italiano († 1997)
- 1922 - Gloria Lasso, cantante spagnola († 2005)
- 1922 - Antonino Saetta, magistrato italiano († 1988)
- 1922 - Joseph-Marie Sardou, arcivescovo cattolico francese († 2009)
- 1923 - Mario Lattes, pittore, scrittore e editore italiano († 2001)
- 1923 - Cornelio Masciadri, politico italiano († 2008)
- 1923 - Achille Silvestrini, cardinale e arcivescovo cattolico italiano († 2019)
- 1924 - Angelo Armella, politico italiano († 2003)
- 1924 - Billy Barty, attore statunitense († 2000)
- 1924 - Abraham Cohen, schermidore statunitense († 2016)
- 1924 - Danny Daniels, coreografo, danzatore e attore statunitense († 2017)
- 1924 - Raoul Grassilli, attore italiano († 2010)
- 1924 - Viktor Petrovič Makeev, ingegnere e militare sovietico († 1985)
- 1924 - Spartaco Marziani, politico italiano († 2007)
- 1924 - Ugo Sacerdote, partigiano e ingegnere italiano († 2016)
- 1924 - Carl Shaeffer, cestista statunitense († 1974)
- 1925 - Oralia Domínguez, mezzosoprano messicano († 2013)
- 1925 - Giuseppe Gerbino, politico italiano († 1995)
- 1925 - Joseph Michel, politico belga († 2016)
- 1925 - Äliia Moladaqūlova, militare sovietica († 1944)
- 1925 - Antonio Pettinicchi, pittore e incisore italiano († 2014)
- 1925 - Jakov Ryl'skij, schermidore sovietico († 1999)
- 1925 - Joseph Trịnh Chính Trực, vescovo cattolico vietnamita († 2011)
- 1926 - Sergej Agababov, compositore armeno († 1959)
- 1926 - Bo Carpelan, poeta e scrittore finlandese († 2011)
- 1926 - Jimmy Heath, sassofonista e compositore statunitense († 2020)
- 1926 - Oscar Mammì, politico italiano († 2017)
- 1926 - Galina Pavlovna Višnevskaja, soprano russo († 2012)
- 1926 - Anita Välkki, soprano finlandese († 2011)
- 1927 - Gino Armano, calciatore e allenatore di calcio italiano († 2003)
- 1927 - Jorge Batlle, politico uruguaiano († 2016)
- 1927 - Paul Canart, bibliotecario, paleografo e docente belga († 2017)
- 1927 - Anna Maria Conterno Degli Abbati, politica italiana († 2004)
- 1927 - Barbara Cook, soprano e attrice statunitense († 2017)
- 1927 - Franco Fergnani, storico della filosofia e traduttore italiano († 2009)
- 1927 - Claude Heater, baritono statunitense († 2020)
- 1927 - Job, fumettista svizzero († 2024)
- 1927 - Lawrence Kohlberg, psicologo statunitense († 1987)
- 1927 - Pedro Hugo López, calciatore cileno († 1959)
- 1927 - Lauretta Masiero, attrice, soubrette e ballerina italiana († 2010)
- 1927 - Steve Shagan, sceneggiatore, romanziere e produttore cinematografico statunitense († 2015)
- 1927 - Giuseppina Zacco, attivista e politica italiana († 2009)
- 1928 - Jeanne Cooper, attrice statunitense († 2013)
- 1928 - Anthony Franciosa, attore statunitense († 2006)
- 1928 - Adolphe Gesché, presbitero e teologo belga († 2003)
- 1928 - Günter Lüling, teologo tedesco († 2014)
- 1928 - Paulo Mendes da Rocha, architetto e urbanista brasiliano († 2021)
- 1928 - Peter Naur, informatico danese († 2016)
- 1928 - Marion Ross, attrice statunitense
- 1928 - María Dhialma Tiberti, scrittrice argentina († 1987)
- 1929 - LaDell Andersen, cestista, allenatore di pallacanestro e dirigente sportivo statunitense († 2019)
- 1929 - Emilio Farina, ex calciatore italiano
- 1929 - Michel Knuysen, canottiere belga († 2013)
- 1929 - Ferenc Mohácsi, canoista ungherese († 2025)
- 1929 - Claude Rouer, ciclista su strada francese († 2021)
- 1929 - Peter Rühmkorf, scrittore, poeta e drammaturgo tedesco († 2008)
- 1929 - Bartolomeo Sorge, gesuita, teologo e politologo italiano († 2020)
- 1929 - Roger Tayler, astronomo britannico († 1997)
- 1930 - Harold Brodkey, scrittore e giornalista statunitense († 1996)
- 1930 - Joaquim Durão, scacchista e dirigente sportivo portoghese († 2015)
- 1930 - Károly Honfi, scacchista ungherese († 1996)
- 1930 - Italo Martinenghi, regista, produttore cinematografico e sceneggiatore italiano († 2008)
- 1930 - Al Roges, cestista statunitense († 2009)
- 1930 - Tita Sajous, cestista francese († 2023)
- 1930 - Daniel Sili, pallanuotista brasiliano († 2022)
- 1930 - Ray Smee, pallanuotista australiano († 2019)
- 1930 - Alfredo Sosabravo, pittore, scultore e ceramista cubano
- 1931 - Renato Cecilia, attore italiano († 2010)
- 1931 - Annie Girardot, attrice francese († 2011)
- 1931 - Klaus Hasselmann, climatologo, fisico e meteorologo tedesco
- 1931 - Jimmy McIlroy, allenatore di calcio e calciatore nordirlandese († 2018)
- 1932 - Vitol'd Fokin, politico ucraino († 2025)
- 1932 - Lina Lancia, cantante italiana († 2010)
- 1932 - Jerzy Pawłowski, schermidore polacco († 2005)
- 1932 - Theodor Pištěk, costumista e disegnatore ceco
- 1932 - Mary Schneider, cantante australiana
- 1933 - René Brodmann, calciatore e allenatore di calcio svizzero († 2000)
- 1933 - Peter Dennis, attore inglese († 2009)
- 1933 - Vito Giovannelli, incisore, pittore e medaglista italiano († 2024)
- 1933 - Viktor Kapitonov, ciclista su strada e dirigente sportivo sovietico († 2005)
- 1933 - Eugene Gordon Lee, attore statunitense († 2005)
- 1933 - Severino Lojodice, calciatore italiano († 2023)
- 1933 - Martti Mansikka, ginnasta finlandese († 2024)
- 1934 - Mario Cheri, politico italiano († 1985)
- 1934 - Luigi Frey, economista e banchiere italiano († 2019)
- 1934 - Earl Ingarfield, ex hockeista su ghiaccio e allenatore di hockey su ghiaccio canadese
- 1934 - Ferdinand Kinsky von Wchinitz und Tettau, politologo tedesco († 2020)
- 1934 - Marcel Parent, ex schermidore francese
- 1934 - Guillermo Wagner, cestista messicano († 1993)
- 1935 - Willis Burks II, attore statunitense († 2010)
- 1935 - Russell Schweickart, ex astronauta statunitense
- 1936 - Burt Brinckerhoff, regista televisivo, attore e produttore televisivo statunitense
- 1936 - Bruno Cirino, attore e regista teatrale italiano († 1981)
- 1936 - Martin Gilbert, storico inglese († 2015)
- 1936 - Carol Morris, modella statunitense
- 1936 - Elena Mărgărit, ex ginnasta rumena
- 1936 - Arnfinn Nesset, infermiere e serial killer norvegese
- 1936 - Walter Nicodemi, ingegnere italiano († 2011)
- 1936 - Masako Nozawa, doppiatrice, attrice e fumettista giapponese
- 1937 - Vendramino Bariviera, ciclista su strada, pistard e dirigente sportivo italiano († 2001)
- 1937 - Ignacio Carrasco de Paula, vescovo cattolico spagnolo
- 1937 - Wilf McGuinness, ex calciatore e allenatore di calcio inglese
- 1937 - Roberto Menescal, chitarrista, compositore e produttore discografico brasiliano
- 1937 - Sharda Rajan Iyengar, cantante indiana († 2023)
- 1937 - Americo Sbardella, critico cinematografico italiano († 2017)
- 1937 - Giampiero Tosi, fisico italiano († 2024)
- 1938 - Vija Celmins, artista lettone
- 1938 - Reg Hunter, ex calciatore inglese
- 1938 - Aldo Pifferi, ciclista su strada italiano († 2023)
- 1938 - Tamara Sёmina, attrice sovietica
- 1939 - Valerio Baldini, politico italiano († 2012)
- 1939 - Zelmo Beaty, cestista e allenatore di pallacanestro statunitense († 2013)
- 1939 - Sara Dylan, attrice e modella statunitense
- 1939 - Giovanna Garbarino, latinista italiana († 2020)
- 1939 - Arlene Howell, modella statunitense
- 1939 - Nikolaj Kiselëv, fondista sovietico († 2005)
- 1939 - Nikos Nikolaidis, regista e sceneggiatore greco († 2007)
- 1939 - Dave Simmonds, pilota motociclistico britannico († 1972)
- 1939 - Robert Webster, tuffatore statunitense
- 1940 - Bob Knight, cestista e allenatore di pallacanestro statunitense († 2023)
- 1940 - Apolo Nsibambi, politico ugandese († 2019)
- 1941 - Rudi Assuntino, cantautore, musicologo e autore televisivo italiano
- 1941 - Paolo Brutti, politico e sindacalista italiano
- 1941 - Helen Reddy, cantante e attrice australiana († 2020)
- 1941 - Michele Sorrenti, pesista italiano († 2005)
- 1941 - Gordon Tootoosis, attore canadese († 2011)
- 1941 - Anne Tyler, scrittrice, slavista e critica letteraria statunitense
- 1941 - Sebastiano Vassalli, scrittore, poeta e giornalista italiano († 2015)
- 1941 - Dave Weill, ex discobolo statunitense
- 1942 - Orso Maria Guerrini, attore e doppiatore italiano
- 1942 - Terumasa Hino, trombettista giapponese
- 1942 - Gloria Katz, sceneggiatrice e produttrice cinematografica statunitense († 2018)
- 1942 - Franklin Loufrani, dirigente d'azienda francese
- 1942 - Ortrun Wenkel, contralto tedesca
- 1943 - Giuliano Ciannella, tenore italiano († 2008)
- 1943 - Gershon Dekel, cestista e allenatore di pallacanestro israeliano († 2019)
- 1943 - Charlie Smalls, compositore e paroliere statunitense († 1987)
- 1944 - Jon Anderson, cantautore e polistrumentista britannico
- 1944 - Graham Carr, allenatore di calcio e ex calciatore inglese
- 1944 - Papa Malick Diop, cestista senegalese († 2013)
- 1944 - Donald Ford, ex calciatore scozzese
- 1944 - Kati Kovács, cantante e attrice ungherese
- 1944 - Bruno Piazzalunga, ex sciatore alpino italiano
- 1944 - Ren Zhengfei, imprenditore cinese
- 1944 - Juan Manuel Santisteban, ciclista su strada spagnolo († 1976)
- 1945 - James Patrick Mallory, archeologo statunitense
- 1945 - Krzysztof Piesiewicz, sceneggiatore e politico polacco
- 1945 - Don Rogers, allenatore di calcio e ex calciatore inglese
- 1945 - Francisco Pedro Manuel Sá, ex calciatore argentino
- 1945 - David S. Ward, sceneggiatore e regista statunitense
- 1945 - Alf Wood, calciatore inglese († 2020)
- 1946 - Walter Boyce, ex pilota di rally canadese
- 1946 - Elías Figueroa, ex calciatore cileno
- 1946 - Atilano Rodríguez Martínez, vescovo cattolico spagnolo
- 1946 - Kōji Yamamoto, ex giocatore di baseball e allenatore di baseball giapponese
- 1947 - Mickey McGee, batterista statunitense († 2020)
- 1947 - Frank Munro, allenatore di calcio e calciatore scozzese († 2011)
- 1947 - Requena Nozal, pittore spagnolo
- 1947 - Bobby Rhodes, attore italiano
- 1947 - Mary Spiteri, cantante maltese
- 1947 - Glenn Tipton, chitarrista britannico
- 1948 - Edu Bala, ex calciatore brasiliano
- 1948 - Dave Cowens, ex cestista e allenatore di pallacanestro statunitense
- 1948 - Dan Gable, ex lottatore statunitense
- 1948 - Anselmo Genovese, cantautore italiano
- 1948 - Dan Issel, ex cestista, allenatore di pallacanestro e dirigente sportivo statunitense
- 1948 - Sigleif Johansen, ex biatleta norvegese
- 1948 - Lúcia Murat, regista brasiliana
- 1948 - Lorenzo Ornaghi, politologo e politico italiano
- 1948 - Gene Phillips, ex cestista statunitense
- 1948 - Ingrid Sundberg, ex sciatrice alpina svedese
- 1949 - Idir, cantante e musicista berbero († 2020)
- 1949 - Alain Escoffier, attivista francese († 1977)
- 1949 - Ezio Fiori, bobbista italiano
- 1949 - Brian Kerwin, attore statunitense
- 1949 - Wilfried Louis, ex calciatore haitiano
- 1950 - Fernando Arêas Rifan, vescovo cattolico brasiliano
- 1950 - Georg Brintrup, regista e sceneggiatore tedesco
- 1950 - Santino Coppa, allenatore di pallacanestro italiano
- 1950 - Roger Davies, ex calciatore inglese
- 1950 - Aldo Fumagalli, politico italiano
- 1950 - Francisco Lamolina, ex arbitro di calcio argentino
- 1950 - John Matuszak, giocatore di football americano e attore statunitense († 1989)
- 1950 - Chris Norman, cantante inglese
- 1950 - Mark L. Taylor, attore statunitense
- 1951 - Anne Alvaro, attrice francese
- 1951 - Edward Ballinger, ex schermidore statunitense
- 1951 - Darío Felman, ex calciatore argentino
- 1951 - Jahja Ling, direttore d'orchestra e pianista cinese
- 1951 - Richard Lloyd, chitarrista statunitense
- 1951 - Rolf Niederhauser, scrittore svizzero
- 1951 - Luigi Salvatori, pittore, architetto e critico d'arte italiano
- 1951 - Inija Trinkūnienė, etnologa, sociologa e psicologa lituana
- 1951 - Ransom Wilson, flautista, direttore d'orchestra e docente statunitense
- 1952 - Alessandra Alberti, attrice e regista italiana
- 1952 - Pancrazio Chiruzzi, criminale italiano († 2025)
- 1952 - Samir Geagea, politico e militare libanese
- 1952 - Wendy Hall, informatica britannica
- 1952 - Giannīs Kyrastas, calciatore e allenatore di calcio greco († 2004)
- 1952 - Kate Latham, ex tennista statunitense
- 1952 - Tove Nilsen, scrittrice norvegese
- 1952 - Myriam Spiteri Debono, politica e notaia maltese
- 1952 - Mark Syers, attore statunitense († 1983)
- 1953 - Daniele Bagnoli, allenatore di pallavolo italiano († 2024)
- 1953 - Nate Davis, ex cestista statunitense
- 1953 - David Littell, ex schermidore statunitense
- 1953 - Bjarne Rønning, scrittore, allenatore di calcio e ex calciatore norvegese
- 1953 - Z. Randall Stroope, compositore e direttore di coro statunitense
- 1953 - Jasem Yacob, ex calciatore kuwaitiano
- 1953 - Robert Zimmer, storico della filosofia tedesco
- 1954 - Mike Eruzione, ex hockeista su ghiaccio statunitense
- 1954 - Ed Powers, produttore cinematografico, regista e attore pornografico statunitense
- 1954 - Rolf Schönberger, filosofo e storico della filosofia tedesco
- 1954 - Claudio Velardi, giornalista, saggista e blogger italiano
- 1955 - José Aguayo, ex calciatore peruviano
- 1955 - Glynis Barber, attrice sudafricana
- 1955 - Gale Anne Hurd, produttrice cinematografica e produttrice televisiva statunitense
- 1955 - Matthias Jabs, chitarrista tedesco
- 1955 - Leena Lander, scrittrice finlandese
- 1955 - Lito Lapid, politico e attore filippino
- 1955 - Peter Nocke, ex nuotatore tedesco
- 1956 - Salma Agha, attrice pakistana
- 1956 - Adriana Brakel, ex cestista olandese
- 1956 - Nuri Busahmein, politico libico
- 1956 - Ezio Casati, politico italiano
- 1956 - Tiziana Ghiglioni, cantante italiana
- 1956 - Chieko Hase, ex calciatrice giapponese
- 1956 - Stephen Leather, scrittore britannico
- 1956 - Soni Razdan, attrice e regista britannica
- 1956 - Paul Regina, attore statunitense († 2006)
- 1957 - Anne Canovas, attrice francese
- 1957 - Alvise Borghi, autore televisivo e personaggio televisivo italiano
- 1957 - Nancy Cartwright, attrice e doppiatrice statunitense
- 1957 - Enrique López Zarza, allenatore di calcio e ex calciatore messicano
- 1957 - Robbie McIntosh, chitarrista britannico
- 1957 - Renato Miele, avvocato, dirigente sportivo e ex calciatore italiano
- 1957 - Claudio Nocera, attore e comico italiano († 2004)
- 1957 - Atsushi Onita, wrestler giapponese
- 1957 - Suzete Pereira da Silva, ex cestista brasiliana
- 1957 - Piet Wildschut, ex calciatore olandese
- 1958 - Giovanni Anversa, giornalista, conduttore televisivo e autore televisivo italiano
- 1958 - Phil Daniels, attore britannico
- 1958 - Barry Dunaway, bassista statunitense
- 1958 - Kornelia Ender, ex nuotatrice tedesca
- 1958 - Leonardo Fogassi, neuroscienziato italiano
- 1958 - Leonardo Natale, ex ciclista su strada italiano
- 1958 - Kjell Inge Røkke, imprenditore norvegese
- 1958 - David Woodley, giocatore di football americano statunitense († 2003)
- 1959 - Óscar Aguirregaray, ex calciatore uruguaiano
- 1959 - Chrissy Amphlett, cantante australiana († 2013)
- 1959 - Ratko Dostanić, allenatore di calcio e ex calciatore serbo
- 1959 - Henrik Jensen, allenatore di calcio e ex calciatore danese
- 1959 - Serik Konakbayev, ex pugile kazako
- 1959 - Bruce Mau, designer canadese
- 1960 - Jo Bergsvand, ex calciatore norvegese
- 1960 - Ulf Camitz, allenatore di calcio e ex calciatore svedese
- 1960 - Stefania Craxi, politica italiana
- 1960 - Amador Fernando Enseñat y Berea, generale spagnolo
- 1960 - Gitano, cantante italiano
- 1960 - Hong Sang-soo, regista, sceneggiatore e produttore cinematografico sudcoreano
- 1960 - Barbara di Castri, giornalista e scrittrice italiana
- 1961 - Brent Carmichael, ex cestista statunitense
- 1961 - Helen Hackett, critica letteraria britannica
- 1961 - Akihiko Ishizumi, doppiatore giapponese
- 1961 - Franco Lauro, giornalista, conduttore televisivo e telecronista sportivo italiano († 2020)
- 1961 - Diego Lazzarich, ex ginnasta e allenatore di ginnastica italiano
- 1961 - Vernon Leroy Maxwell, ex giocatore di football americano statunitense
- 1961 - John Sivebæk, procuratore sportivo e ex calciatore danese
- 1961 - Chad Smith, batterista statunitense
- 1962 - Fabio Bonifacci, sceneggiatore, scrittore e drammaturgo italiano
- 1962 - Marino Di Resta, militare italiano († 1996)
- 1962 - David Furnish, regista e produttore cinematografico canadese
- 1962 - Steve Hodge, allenatore di calcio e ex calciatore inglese
- 1962 - John Stollmeyer, ex calciatore statunitense
- 1962 - Marit Söderström, ex velista svedese
- 1962 - Darlene Vogel, attrice statunitense
- 1962 - Antoine de Romanet de Beaune, vescovo cattolico francese
- 1963 - Cinzia Banelli, ex terrorista e collaboratrice di giustizia italiana
- 1963 - Peter Darling, ex ballerino e coreografo britannico
- 1963 - Dominic Dromgoole, regista teatrale e direttore artistico britannico
- 1963 - Shelton Joseph Fabre, arcivescovo cattolico statunitense
- 1963 - John Levén, bassista svedese
- 1963 - Michael Lynagh, ex rugbista a 15 australiano
- 1963 - Melinda McGraw, attrice statunitense
- 1963 - Mike Müller, attore svizzero
- 1963 - Tracy Nelson, attrice statunitense
- 1963 - Piculín Ortiz, ex cestista portoricano
- 1963 - Mark Vlasic, ex giocatore di football americano statunitense
- 1963 - Alex Williams, ex sciatore alpino statunitense
- 1964 - Michael Boatman, attore statunitense
- 1964 - Stefano De Agostini, allenatore di calcio e ex calciatore italiano
- 1964 - Bernd Eichwurzel, ex canottiere tedesco
- 1964 - Nicole Hohloch, cantante tedesca
- 1964 - Johan de Kock, ex calciatore olandese
- 1964 - Riku Onda, scrittrice giapponese
- 1964 - Kevin Michael Richardson, attore e doppiatore statunitense
- 1964 - Pat Swilling, ex giocatore di football americano statunitense
- 1964 - Peter Van Den Begin, attore e regista belga
- 1965 - Sonja Akkerman, ex cestista neozelandese
- 1965 - Mathieu Amalric, attore e regista francese
- 1965 - Valdir Benedito, ex calciatore brasiliano
- 1965 - Gian Pietro Cossu, carabiniere italiano († 2005)
- 1965 - Paola Grizzetti, ex canottiera italiana
- 1965 - Dominique Herr, ex calciatore svizzero
- 1965 - Stu Jacobs, allenatore di calcio e ex calciatore neozelandese
- 1965 - Josée Lacasse, ex sciatrice alpina canadese
- 1965 - Pap Ndiaye, politico e storico francese
- 1965 - Christophe Ohrel, ex calciatore svizzero
- 1965 - Derrick Rostagno, ex tennista e avvocato statunitense
- 1965 - 2 Cold Scorpio, wrestler statunitense
- 1965 - Rainer Strecker, attore tedesco
- 1966 - Gustavo Adrianzén, politico e avvocato peruviano
- 1966 - Zana Briski, fotografa inglese
- 1966 - Lionel Charbonnier, allenatore di calcio e ex calciatore francese
- 1966 - Marco Desiderati, politico italiano
- 1966 - Lisa Ginzburg, scrittrice e traduttrice italiana
- 1966 - Keisha, ex attrice pornografica statunitense
- 1966 - Loïc Lambert, allenatore di calcio e ex calciatore francese
- 1966 - Perry Saturn, ex wrestler statunitense
- 1966 - Sergej Syrcov, ex sollevatore sovietico
- 1967 - Maik Landsmann, ex ciclista su strada tedesco
- 1967 - Marco Liberatore, allenatore di hockey su ghiaccio e ex hockeista su ghiaccio italiano
- 1967 - Martin Marinov, ex canoista bulgaro
- 1967 - Taiyō Matsumoto, fumettista giapponese
- 1967 - Angelo Montrone, dirigente sportivo, allenatore di calcio e ex calciatore italiano
- 1967 - Gary Sundgren, allenatore di calcio e ex calciatore svedese
- 1968 - Fawaz Al-Hasawi, imprenditore kuwaitiano
- 1968 - David Burrows, ex calciatore inglese
- 1968 - Marco Damilano, giornalista, saggista e conduttore televisivo italiano
- 1968 - Doris Fitschen, calciatrice tedesca († 2025)
- 1968 - David McCormack, cantautore, compositore e doppiatore australiano
- 1968 - Christopher McQuarrie, sceneggiatore, regista e produttore cinematografico statunitense
- 1968 - Serhij Čujčenko, ex calciatore ucraino
- 1969 - Samantha Bee, conduttrice televisiva, comica e attrice canadese
- 1969 - Josef Beránek, ex hockeista su ghiaccio ceco
- 1969 - Nika Futterman, doppiatrice statunitense
- 1969 - İbrahim Həsənbəyov, calciatore azero († 1999)
- 1969 - Ahmad Jarba, politico siriano
- 1969 - Małgorzata Niemczyk, politica e ex pallavolista polacca
- 1969 - Pedro Riesco, ex calciatore spagnolo
- 1969 - Oleg Salenko, ex calciatore sovietico
- 1969 - Björn Thorfinnsson, scacchista e giornalista islandese
- 1969 - Ilham Tohti, economista e attivista cinese
- 1969 - Alex Webster, bassista statunitense
- 1970 - Peter Aerts, kickboxer olandese
- 1970 - César Charún, ex calciatore peruviano
- 1970 - David Coco, attore italiano
- 1970 - Adam Goldberg, attore statunitense
- 1970 - Rafael González Robles, ex calciatore spagnolo
- 1970 - Damir Mršić, ex cestista bosniaco
- 1970 - Davide Pagliarani, presbitero italiano
- 1970 - Adam Pascal, attore, cantante e musicista statunitense
- 1970 - Ed Robertson, cantautore e musicista canadese
- 1970 - Davide Tentoni, allenatore di calcio e ex calciatore italiano
- 1970 - Chely Wright, cantautrice statunitense
- 1971 - Simon Charlton, ex calciatore inglese
- 1971 - Alessandro De Taddei, ex pattinatore di velocità su ghiaccio italiano
- 1971 - Midori Gotō, violinista giapponese
- 1971 - Leslie Grossman, attrice statunitense
- 1971 - Pedro Martínez, ex giocatore di baseball dominicano
- 1971 - Trelonnie Owens, ex cestista statunitense
- 1971 - Craig Robinson, attore e comico statunitense
- 1971 - Pietro Sermonti, attore italiano
- 1971 - Elif Şafak, scrittrice turca
- 1971 - Max Verderosa, pilota motociclistico italiano
- 1972 - Dario Andriotto, dirigente sportivo e ex ciclista su strada italiano
- 1972 - Gen Arisawa, ex giocatore di football americano e allenatore di football americano giapponese
- 1972 - Simone Baldelli, giornalista e politico italiano
- 1972 - Esther Duflo, economista francese
- 1972 - Cristian Dulca, allenatore di calcio e ex calciatore rumeno
- 1972 - Rodolfo Falcón, ex nuotatore cubano
- 1972 - Michael Greger, medico e divulgatore scientifico statunitense
- 1972 - Ihor Klymenko, poliziotto ucraino
- 1972 - Soukeye Sarr, ex cestista senegalese
- 1972 - Persia White, attrice e cantante statunitense
- 1973 - Fırat Aydınus, arbitro di calcio turco
- 1973 - Lamont Bentley, attore statunitense († 2005)
- 1973 - Liliana Cabezas, ex cestista colombiana
- 1973 - Donny Huijsen, ex calciatore olandese
- 1973 - Magnus Kihlberg, ex calciatore svedese
- 1973 - Tara MacLean, cantante canadese
- 1973 - Maxi Mounds, ex attrice pornografica e regista statunitense
- 1973 - Phoebe Philo, stilista inglese
- 1973 - Adam Tanner, ex calciatore inglese
- 1973 - Óskar Hrafn Þorvaldsson, ex calciatore islandese
- 1973 - Dan Wells, personaggio televisivo e attore statunitense
- 1973 - Michael Weston, attore statunitense
- 1974 - Paulo Baier, allenatore di calcio e ex calciatore brasiliano
- 1974 - Maksim Bobok, schermidore russo
- 1974 - Stefano Campus, tecnico del suono italiano
- 1974 - Cristiano Citton, ex pistard e ciclista su strada italiano
- 1974 - Dean Craig, sceneggiatore, produttore cinematografico e regista cinematografico britannico
- 1974 - Agustín Julio, allenatore di calcio e ex calciatore colombiano
- 1974 - Pablo Lamanna, ex giocatore di calcio a 5 uruguaiano
- 1974 - Daniel Tapeta, calciatore francese
- 1974 - Yoo Yong-sung, giocatore di badminton sudcoreano
- 1974 - Brunet Zamora, pugile cubano
- 1975 - Vincent Aka-Akesse, lottatore ivoriano
- 1975 - Galeazzo Bignami, politico italiano
- 1975 - Eirik Glambek Bøe, musicista norvegese
- 1975 - Fritz da Cat, disc jockey e produttore discografico italiano
- 1975 - Yousef El Gohary, ex giocatore di calcio a 5 egiziano
- 1975 - Giuseppe Mascia, politico italiano
- 1975 - Giovanni Menchi, cavaliere italiano
- 1975 - Christian Pichler, ex sciatore alpino austriaco
- 1975 - DJ Dean, disc-jockey tedesco
- 1975 - Zadie Smith, scrittrice e saggista britannica
- 1975 - Gerhard Speiser, ex sciatore alpino tedesco
- 1975 - Antony Starr, attore e doppiatore neozelandese
- 1975 - Jean-Benoît Ugeux, attore belga
- 1975 - Mark Walser, ex calciatore liechtensteinese
- 1976 - Ahmad Al-Dokhi, ex calciatore saudita
- 1976 - Deon Burton, ex calciatore giamaicano
- 1976 - Ian Edwards, calciatore anguillano
- 1976 - Chris Hanson, giocatore di football americano statunitense
- 1976 - Akihisa Ikeda, fumettista giapponese
- 1976 - Steve Jones, calciatore nordirlandese
- 1976 - Kōstas Mexas, allenatore di pallacanestro greco
- 1976 - Tsukasa Miyamoto, ex giocatore di football americano giapponese
- 1976 - Anton Sicharulidze, ex pattinatore artistico su ghiaccio russo
- 1977 - Rodolfo Bodipo, allenatore di calcio e ex calciatore spagnolo
- 1977 - Diego Corrales, pugile statunitense († 2007)
- 1977 - Ludovic Graugnard, allenatore di calcio francese
- 1977 - Jamill Kelly, ex lottatore statunitense
- 1977 - The Alchemist, beatmaker, produttore discografico e rapper statunitense
- 1977 - Mitică Pricop, canoista rumeno
- 1977 - Birgit Prinz, ex calciatrice e psicologa tedesca
- 1977 - Pascal Renfer, ex calciatore svizzero
- 1977 - Kateryna Serebrjans'ka, ex ginnasta ucraina
- 1977 - Akiko Tanigawa, giocatrice di bowling giapponese
- 1977 - Mihai Tararache, ex calciatore rumeno
- 1977 - Sonia Viérin, ex sciatrice alpina italiana
- 1978 - An Yong-hak, ex calciatore nordcoreano
- 1978 - Russell Anderson, ex calciatore scozzese
- 1978 - Jair García, ex calciatore messicano
- 1978 - Ronny Karlsen, ex cestista norvegese
- 1978 - Zachary Knighton, attore statunitense
- 1978 - David T. Little, compositore e batterista statunitense
- 1978 - Bobby Madden, arbitro di calcio scozzese
- 1978 - Robert Mambo Mumba, allenatore di calcio e ex calciatore keniota
- 1978 - Matt Shirvington, ex velocista australiano
- 1978 - Vitalij Smirnov, ex multiplista uzbeko
- 1978 - Eleonora Staniszewska, ex pallavolista polacca
- 1979 - Bat for Lashes, polistrumentista, cantante e compositrice britannica
- 1979 - Kristian Bruun, attore, produttore cinematografico e sceneggiatore canadese
- 1979 - Daniel Duarte, ex calciatore gibilterriano
- 1979 - Thomas Ereu, pallavolista venezuelano
- 1979 - Sara Giauro, ex cestista italiana
- 1979 - Rob Hulse, ex calciatore inglese
- 1979 - Mariana Klaveno, attrice statunitense
- 1979 - João Lucas, calciatore portoghese († 2015)
- 1979 - Rosa Mendes, modella e ex wrestler canadese
- 1979 - Uwaldo Pérez, ex calciatore guatemalteco
- 1979 - Eugenio Zoffili, politico italiano
- 1980 - Igli Allmuça, allenatore di calcio e ex calciatore albanese
- 1980 - Mehcad Brooks, attore statunitense
- 1980 - Graham Demas, ex calciatore vanuatuano
- 1980 - Nick Jacobson, ex cestista statunitense
- 1980 - Kim Hye-na, attrice sudcoreana
- 1980 - Olga Aleksandrovna Sadovskaja, avvocata russa
- 1980 - Milovan Sikimić, ex calciatore serbo
- 1980 - Félicien Singbo, ex calciatore beninese
- 1981 - Hiroshi Aoyama, pilota motociclistico giapponese
- 1981 - Chiang Feng-chung, ex cestista taiwanese
- 1981 - Chiara Gioncardi, doppiatrice e attrice teatrale italiana
- 1981 - Hürriyet Gücer, ex calciatore turco
- 1981 - Josh Henderson, attore, cantante e modello statunitense
- 1981 - Cleon John, calciatore trinidadiano
- 1981 - Francesco Martino, attore italiano
- 1981 - Gary Reed, ex mezzofondista canadese
- 1981 - André Roberto Soares da Silva, ex calciatore brasiliano
- 1981 - Éric Tapé, ex cestista ivoriano
- 1981 - Austin Winkler, cantante statunitense
- 1981 - Shaun Wright-Phillips, ex calciatore inglese
- 1982 - Grigol Dolidze, ex calciatore georgiano
- 1982 - Victoria Francés, illustratrice spagnola
- 1982 - Devin Green, ex cestista statunitense
- 1982 - Guido Grünheid, ex cestista tedesco
- 1982 - Aurimas Kieža, ex cestista lituano
- 1982 - Heather Mandoli, canottiera canadese
- 1982 - Mike Sweetney, ex cestista statunitense
- 1982 - Mickaël Tavares, ex calciatore senegalese
- 1982 - Rainer Wirth, ex calciatore cileno
- 1983 - Stanislav Bohuš, ex calciatore ucraino
- 1983 - Victorien Djedje, ex calciatore ivoriano
- 1983 - Almamy Doumbia, ex calciatore ivoriano
- 1983 - Akane Hotaru, attrice, blogger e attrice pornografica giapponese († 2016)
- 1983 - Ivana Jalčová, ex cestista slovacca
- 1983 - Daniele Mannini, ex calciatore italiano
- 1983 - Marien Moreau, pallavolista francese
- 1983 - Taylor Vixen, attrice pornografica statunitense
- 1983 - Yōko di Mikasa, principessa giapponese
- 1984 - Salva Arco, ex cestista spagnolo
- 1984 - Marius Constantin, calciatore rumeno
- 1984 - Ticia Gara, scacchista ungherese
- 1984 - Frederick Gómez, calciatore olandese
- 1984 - Federico Higuaín, allenatore di calcio e ex calciatore argentino
- 1984 - Marija L'vova-Belova, politica e attivista russa
- 1984 - Mimicat, cantante portoghese
- 1984 - Sara Lumholdt, cantante svedese
- 1984 - Piero Maza, arbitro di calcio cileno
- 1984 - Katy Perry, cantautrice e personaggio televisivo statunitense
- 1984 - Iván Ramis, ex calciatore spagnolo
- 1984 - Karolina Šprem, ex tennista croata
- 1984 - Yang Ji-hui, ex cestista sudcoreana
- 1985 - Andrew Basso, illusionista italiano
- 1985 - David Denave, cestista francese
- 1985 - Isah Eliakwu, ex calciatore nigeriano
- 1985 - Laëtitia Eïdo, attrice francese
- 1985 - Nicola Fontanive, preparatore atletico e ex hockeista su ghiaccio italiano
- 1985 - Esteban Granados, ex calciatore costaricano
- 1985 - Kara Lynn Joyce, ex nuotatrice statunitense
- 1985 - Ruslan Kuang, ex calciatore bulgaro
- 1985 - Tomislav Labudović, calciatore croato
- 1985 - Michael Liendl, ex calciatore austriaco
- 1985 - Naoki Maeda, giocatore di football americano giapponese
- 1985 - Juan Manuel Martínez, calciatore argentino
- 1985 - Arkadij Naiditsch, scacchista lettone
- 1985 - Slade Norris, giocatore di football americano statunitense
- 1985 - Ihor Oščypko, allenatore di calcio e ex calciatore ucraino
- 1985 - Daniele Padelli, calciatore italiano
- 1985 - Hrvoje Perić, ex cestista croato
- 1985 - John Robinson, attore, modello e sceneggiatore statunitense
- 1985 - Christopher Sean, attore statunitense
- 1985 - Ayahi Takagaki, attrice, doppiatrice e cantante giapponese
- 1985 - Vlad Topalov, cantante, ballerino e attore russo
- 1985 - Danny Washington, ex giocatore di football americano tedesco
- 1985 - Ciara, cantautrice, modella e attrice statunitense
- 1986 - Tweety Carter, ex cestista statunitense
- 1986 - Roger Espinoza, ex calciatore honduregno
- 1986 - Eddie Gaven, ex calciatore statunitense
- 1986 - Rhiannon Jeffrey, ex nuotatrice statunitense
- 1986 - Chris Katjiukua, calciatore namibiano
- 1986 - Jonathan Núñez, calciatore cileno
- 1986 - Kristian Sarkies, ex calciatore australiano
- 1986 - Garret Siler, ex cestista statunitense
- 1986 - Giacomo Strafforello, pallanuotista italiano
- 1986 - Alejandro Miguel Sánchez, calciatore argentino
- 1986 - Ekaterina Šumilova, ex biatleta russa
- 1987 - Bill Amis, ex cestista statunitense
- 1987 - Emmanuel Bourgaud, calciatore francese
- 1987 - Pietro Camporesi, canoista italiano
- 1987 - Darron Gibson, ex calciatore nordirlandese
- 1987 - Fabian Hambüchen, ginnasta tedesco
- 1987 - Black Angelika, ex attrice pornografica rumena
- 1987 - Kirill Pogorelov, giocatore di calcio a 5 russo († 2019)
- 1988 - Fredrik Andersson, calciatore svedese
- 1988 - Ivan Basara, pallanuotista serbo
- 1988 - Daan Bovenberg, ex calciatore olandese
- 1988 - Chase Buford, allenatore di pallacanestro e ex cestista statunitense
- 1988 - Akel Clarke, calciatore guyanese
- 1988 - Robson Conceição, pugile brasiliano
- 1988 - Péter Kovács, cestista ungherese
- 1988 - Lewis McGugan, ex calciatore inglese
- 1988 - Boris Moubhibo Ngonga, calciatore congolese (Repubblica del Congo)
- 1988 - Kenan Mpargkan, ex calciatore greco
- 1988 - Lucas Márquez, ex calciatore argentino
- 1988 - Chandler Parsons, ex cestista statunitense
- 1988 - Kaz Patafta, calciatore australiano
- 1988 - Nina Pušlar, cantante slovena
- 1988 - Jirawat Sornwichian, giocatore di calcio a 5 thailandese
- 1988 - Manuel Wallner, calciatore austriaco
- 1988 - Abdoul Karim Yoda, calciatore francese
- 1988 - Andrea Zerini, cestista italiano
- 1989 - Dan Cohen, speedcuber statunitense
- 1989 - Amber English, tiratrice a volo statunitense
- 1989 - Filip Grgić, taekwondoka croato
- 1989 - Sten Grytebust, calciatore norvegese
- 1989 - Mucharam Kabulova, montatrice russa
- 1989 - Ivan Marconi, calciatore italiano
- 1989 - Donata Pancaldi, calciatrice italiana
- 1989 - Joonas Räsänen, ex sciatore alpino finlandese
- 1989 - Mia Wasikowska, attrice e regista australiana
- 1990 - Mattia Cattaneo, ciclista su strada italiano
- 1990 - Sara Chafak, modella finlandese
- 1990 - Michael Cusack, animatore, doppiatore e sceneggiatore australiano
- 1990 - Cléa Gaultier, attrice pornografica e modella francese
- 1990 - Givi Ioseliani, ex calciatore georgiano
- 1990 - Toni Markić, calciatore bosniaco
- 1990 - Asha Philip, velocista britannica
- 1990 - Milena Rašić, ex pallavolista serba
- 1990 - Florian Sotoca, calciatore francese
- 1990 - Rolland Török, cestista rumeno
- 1990 - Marthe Wang, cantante norvegese
- 1991 - Florent van Aubel, hockeista su prato belga
- 1991 - Giovanni Ayroldi, arbitro di calcio italiano
- 1991 - Omar Beckles, calciatore grenadino
- 1991 - Amedeo Benedetti, calciatore italiano
- 1991 - Mario Burić, calciatore croato
- 1991 - Julia Dygruber, ex sciatrice alpina austriaca
- 1991 - Davide Faraoni, calciatore italiano
- 1991 - Sareea Freeman, pallavolista, allenatrice di pallavolo e dirigente sportivo statunitense
- 1991 - Lorina Kamburova, attrice bulgara († 2021)
- 1991 - José Mulero, pallavolista portoricano
- 1991 - Andrew Norwell, giocatore di football americano statunitense
- 1991 - Delmas Obou, velocista e bobbista italiano
- 1991 - Andrzej Rzeszutek, tuffatore polacco
- 1991 - Isabella Šinikova, tennista bulgara
- 1991 - Mami Uchiseto, pallavolista giapponese
- 1991 - Takatsugu Uda, fondista giapponese
- 1992 - Clarisse Agbegnenou, judoka francese
- 1992 - Chris Conley, ex giocatore di football americano statunitense
- 1992 - Moisés Corozo, calciatore ecuadoriano
- 1992 - Paulína Fialková, biatleta slovacca
- 1992 - Davide Formolo, ciclista su strada italiano
- 1992 - Jernade Meade, calciatore montserratiano
- 1992 - Sulley Muniru, ex calciatore ghanese
- 1992 - Nina Premasunac, cestista croata
- 1992 - Sergej Ridzik, sciatore freestyle russo
- 1992 - Shakir Smith, cestista statunitense
- 1992 - Jewel Tunstull, cestista statunitense
- 1992 - Ayça Ayşin Turan, attrice turca
- 1993 - Isaiah Austin, ex cestista statunitense
- 1993 - Grandson, cantante e musicista canadese
- 1993 - Rakish Bingham, calciatore inglese
- 1993 - Bessie Carter, attrice britannica
- 1993 - Iván García, tuffatore messicano
- 1993 - Tómas Óli Garðarsson, ex calciatore islandese
- 1993 - William Howard, cestista francese
- 1993 - Damien Lehmann, giocatore di football americano svizzero
- 1993 - Zsófia Licskai, cestista ungherese
- 1993 - Amir Lugo-Rodriguez, allenatore di pallavolo e ex pallavolista statunitense
- 1993 - Marko Maletić, calciatore bosniaco
- 1993 - Mia Goth, attrice e modella britannica
- 1993 - Jordi Quintillà, calciatore spagnolo
- 1993 - Daniel Redmond, calciatore inglese
- 1993 - Zeno Robinson, doppiatore statunitense
- 1993 - Xander Schauffele, golfista statunitense
- 1993 - Chris Wormley, giocatore di football americano statunitense
- 1993 - Angela Yuen, attrice e modella hongkonghese
- 1994 - Tevfik Akdamar, cestista turco
- 1994 - Aleksa Avramović, cestista serbo
- 1994 - Zoey Clark, velocista britannica
- 1994 - Simon Gauzy, tennistavolista francese
- 1994 - Aleksanteri Hakaniemi, cantante finlandese
- 1994 - La Joaqui, cantante, rapper e attrice argentina
- 1994 - Richard Jouve, fondista francese
- 1994 - Jefferson Lerma, calciatore colombiano
- 1994 - Matteo Lodo, canottiere italiano
- 1994 - Gor Minasyan, sollevatore armeno
- 1994 - Ray Robson, scacchista statunitense
- 1994 - Franco Russo, calciatore argentino
- 1994 - Riko Sawayanagi, tennista giapponese
- 1994 - Tuure Siira, calciatore finlandese
- 1994 - Delis Vargas, calciatore uruguaiano
- 1995 - Conchita Campbell, attrice canadese
- 1995 - Houssam Ghacha, calciatore algerino
- 1995 - Veronica Gianmoena, combinatista nordica e ex saltatrice con gli sci italiana
- 1995 - Laëtitia Guapo, cestista francese
- 1995 - Raúl Gómez, giocatore di calcio a 5 spagnolo
- 1995 - Jock Landale, cestista australiano
- 1995 - Tarran Mackenzie, pilota motociclistico britannico
- 1995 - Patrick McCaw, cestista statunitense
- 1995 - Valter Skarsgård, attore svedese
- 1995 - Nathanael Villanueva, calciatore filippino
- 1996 - Johnathan Abram, giocatore di football americano statunitense
- 1996 - Emmanuel Apeh, calciatore nigeriano
- 1996 - Mikaël Cantave, calciatore canadese
- 1996 - Lara Casanova, snowboarder svizzera
- 1996 - José Sabino Chagas Monteiro, calciatore brasiliano
- 1996 - P.J. Dozier, cestista statunitense
- 1996 - Karolina Goliat, pallavolista belga
- 1996 - Christopher Jackson, calciatore liberiano
- 1996 - Keean Johnson, attore statunitense
- 1996 - Muhamed Kesra, calciatore sudanese
- 1996 - Sandro Lauper, calciatore svizzero
- 1996 - Orr Leumi, ex cestista israeliano
- 1996 - Abdi Mohamed, calciatore keniota
- 1996 - Marileidy Paulino, velocista dominicana
- 1996 - Filip Turčinović, giocatore di football americano serbo
- 1996 - Thomas Woolson, ex sciatore alpino statunitense
- 1997 - Tyler Alvarez, attore statunitense
- 1997 - Salih Aydın, lottatore turco
- 1997 - Marco Borgnino, calciatore argentino
- 1997 - Federico Chiesa, calciatore italiano
- 1997 - Alexandre Delettre, ciclista su strada francese
- 1997 - Moussa Diop, judoka senegalese
- 1997 - Il'ja Gaponov, calciatore russo
- 1997 - Silvan Hefti, calciatore svizzero
- 1997 - Michael Rice, cantante britannico
- 1997 - Kinga Szemik, calciatrice polacca
- 1997 - Jesper Taaje, calciatore norvegese
- 1998 - Pat Freiermuth, giocatore di football americano statunitense
- 1998 - Andre Jones Jr., giocatore di football americano statunitense
- 1998 - Alexander Laukart, calciatore tedesco
- 1998 - Abraham Lucas, giocatore di football americano statunitense
- 1998 - Sapobully, rapper italiano
- 1998 - Peru Nolaskoain, calciatore spagnolo
- 1998 - Andrea Mist Pálsdóttir, calciatrice islandese
- 1998 - Nazarij Rusyn, calciatore ucraino
- 1998 - Felix Sandman, cantante e attore svedese
- 1998 - Juan Soto, giocatore di baseball dominicano
- 1998 - Joël Suter, ciclista su strada svizzero
- 1998 - McKinley Wright, cestista statunitense
- 1999 - Tomás Silva, calciatore portoghese
- 1999 - Nuriddin Khamrokulov, calciatore tagiko
- 1999 - Romeo Langford, cestista statunitense
- 1999 - Clara, cantautrice, attrice e modella italiana
- 1999 - Matea Tadić, cestista croata
- 2000 - Felix Bacher, calciatore austriaco
- 2000 - Amir Bageria, attore canadese
- 2000 - Dan Ndoye, calciatore svizzero
- 2000 - Jonathan Panzo, calciatore inglese
- 2000 - Cédric Pries, ciclista su strada e ciclocrossista lussemburghese
- 2000 - Samuel Silvera, calciatore australiano
- 2000 - Dominik Szoboszlai, calciatore ungherese
- 2000 - Vincent Zhou, pattinatore artistico su ghiaccio statunitense

## XXI secolo(31)
- 2001 - Gabriel Barros, calciatore brasiliano
- 2001 - Elisabetta del Belgio, principessa belga
- 2001 - Chris Braswell, giocatore di football americano statunitense
- 2001 - Lea Debeljak, cestista slovena
- 2001 - Marcelo Fernández, calciatore paraguaiano
- 2001 - Kinga Gacka, velocista polacca
- 2001 - Aziel Jackson, calciatore statunitense
- 2001 - Marita Kramer, saltatrice con gli sci austriaca
- 2001 - Novak Mićović, calciatore serbo
- 2001 - Alexander Satariano, calciatore maltese
- 2001 - Yuito Suzuki, calciatore giapponese
- 2001 - Sean Tucker, giocatore di football americano statunitense
- 2001 - Severi Vierelä, sciatore freestyle finlandese
- 2002 - Archange Bintsouka, calciatore congolese (Repubblica del Congo)
- 2002 - Alessandro Marcandalli, calciatore italiano
- 2002 - Marstein, rapper norvegese
- 2002 - Johnny Sequoyah, attrice statunitense
- 2002 - Dominic Sessa, attore statunitense
- 2003 - Ange-Yoan Bonny, calciatore francese
- 2003 - Rimantė Jonušaitė, calciatrice lituana
- 2003 - Lucas Kirnon, calciatore montserratiano
- 2003 - Petar Sučić, calciatore bosniaco
- 2004 - Simone Bertelli, astista italiano
- 2004 - Ilenia Matonti, taekwondoka italiana
- 2004 - Divin Mubama, calciatore inglese
- 2004 - Leonie Zegg, sciatrice alpina austriaca
- 2005 - Santino Andino, calciatore argentino
- 2005 - Vanja Dmitrienko, cantante e attore russo
- 2005 - Liv Hovde, tennista statunitense
- 2006 - Carlos Aguilar, calciatore guatemalteco
- 2006 - Milo J, rapper e cantante argentino

## Senza anno specificato(3)
- Fidel Betancourt, attore cubano
- Saki Hasemi, fumettista e scrittore giapponese
- Juan Diego Puerta López, regista colombiano